# واژه‌های حرکت اندام

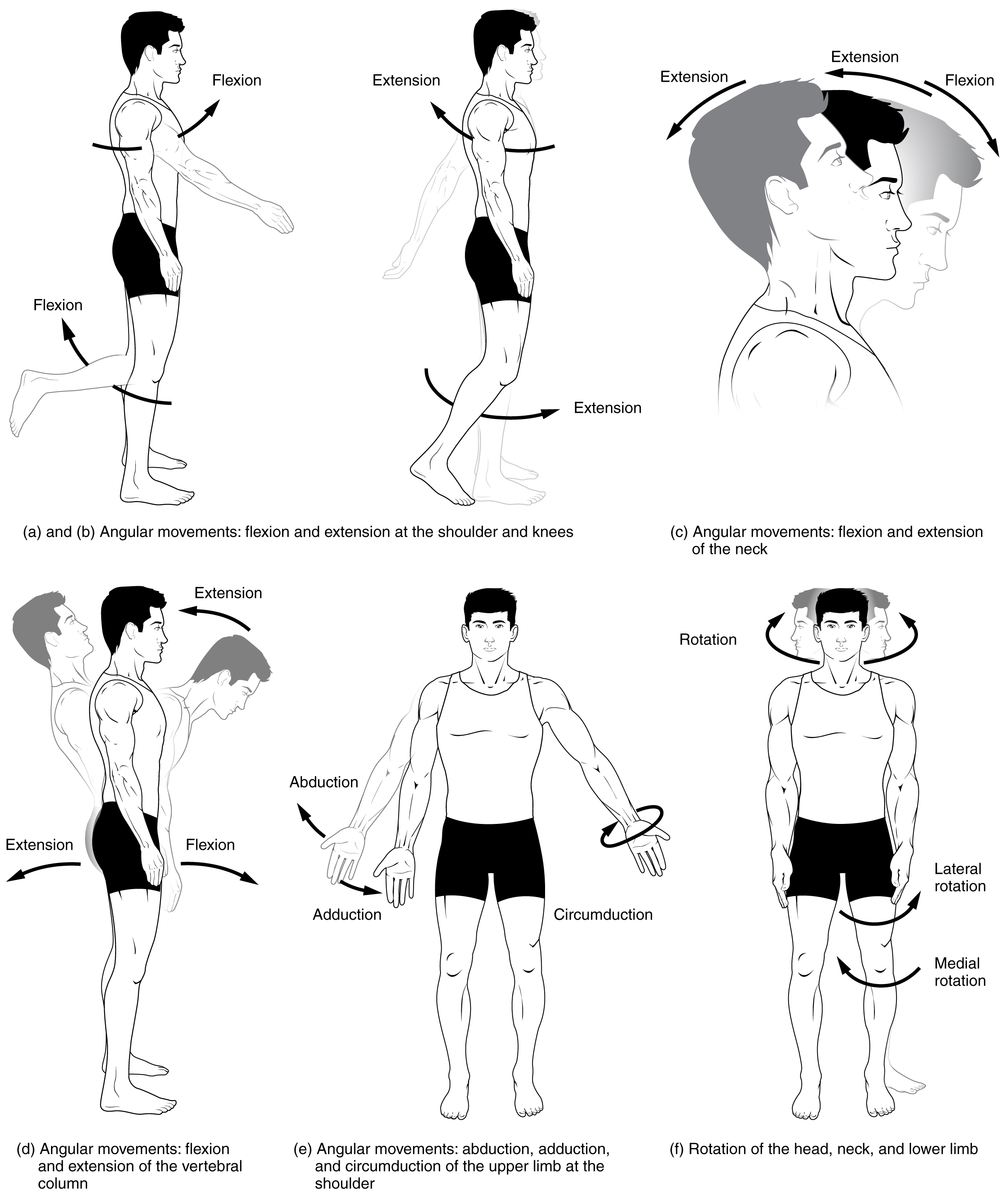

حرکات اندام‌ها و مفاصل در ورزش و پزشکی با اصطلاحاتی خاص بیان می‌شوند؛ مانند:
1. خم‌کردن یا فِلِکشِن (flexion)، مانند خم‌شدن به جلو هنگام رکوع (فلِکشنِ ستون فقرات)، یا مانند خم‌کردن زانو هنگام «دو زانو» نشستن (فلِکشنِ زانو).
2. صاف‌کردن یا اِکسْتِنْشِن (extension)، مانند صاف‌کردن زانو هنگام ایستادن (اِکستنشنِ زانو)
3. دورکردن یا اَبداکشِن (abduction)، دورکردن اندام از محور بدن
4. نزدیک‌کردن یا اَدداکشِن (adduction)، نزدیک‌کردن اندام به محور بدن
5. بازکردن یا سوپینیشِن (supination)، مانند چرخش ساعد به خارج یا گذاشت پا روی زمین
6. جمع‌کردن یا پرونیشن (pronation)، مانند چرخش ساعد به داخل یا برداشتن پا از روی زمین
7. بالاکشیدن یا اِلِوِیْشِن (Elevation)، مانند بالا کشیدن شانه‌ها
8. پایین‌کشیدن یا دِپْرِشِن (depression)، مانند پایین کشیدن شانه‌ها
9. جمع‌کردن به داخل یا اینوِرژن (inversion)، عمل اینوِرژن هنگامی روی می‌دهد که بخواهیم سطح خارجی کف پا و انگشت کوچک پا را به زمین فشار دهیم. در این حالت، کف پاها به‌اصطلاح به سمت هم نگاه می‌کنند.
10. بازکردن به بیرون یا ایوِرْژِن (eversion)، عمل ایوِرژِن هنگامی روی می‌دهد که بخواهیم سطح داخلی کف پا و مثلاً انگشت شست را به زمین فشار دهیم، در این حالت کف پا به سمت خارج نگاه می‌کند.
11. جمع‌کردن انگشتان یا اُپوزیشن (opposition)، حرکت انگشتان هنگام گرفتن چیزی
12. چرخاندن یا روتیشن (روتیشنِ خارجی و داخلی) (rotation)، مانند آنکه پاشنهٔ پاها را به هم چسبانیم و نوک پا را دور کنیم (چرخش خارجی مفصل زانو)
13. حرکت رفت‌وبرگشتی یا رِسیپروکال موشِن (Reciprocal motion)، حرکت تکراری بالا-پایین یا جلو-عقب

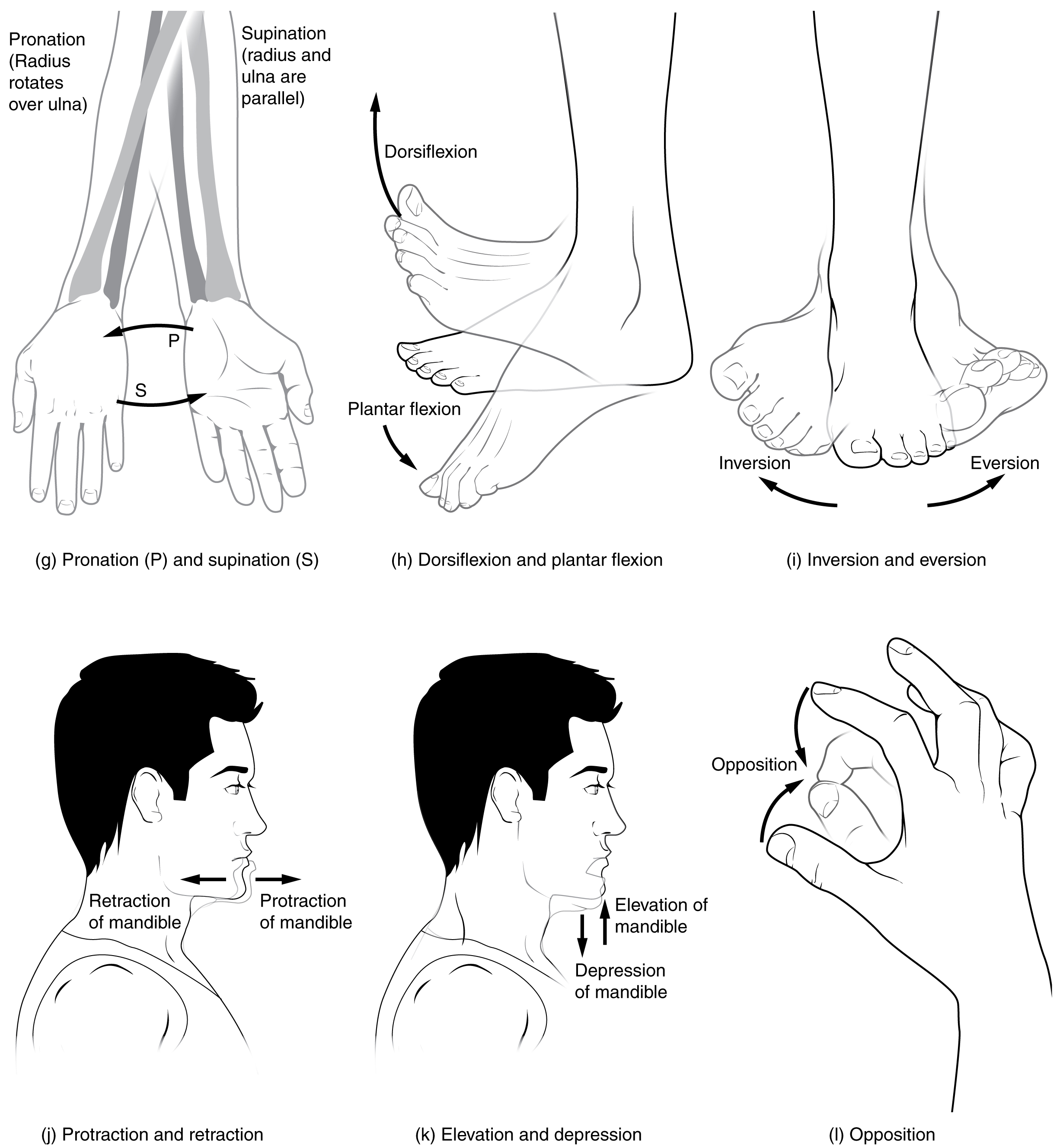

## انواع فلِکشن
عمل پلانتار فلکشن هنگامی روی می‌دهد که مثلاً بخواهیم با پا پدال گاز را فشار دهیم. برعکسِ این عمل (فشردن پاشنهٔ پا به زمین و بالابردن انگشتان پا) را دورسی فلکشن پا می‌نامند.
در دست نیز خم‌کردن دست از مچ، طوری که کف دست به ساعد نزدیک شود را خم‌کردن کف دست (پالمار فلکشن)، و برعکس آن را خم‌کردن پشت دست (دورسال فلکشن) می‌نامند.

## حرکات مفصل ران
حرکات مفصل ران در سه صفحه آناتومیکی عبارتند از:
- خم شدن-باز شدن (فلکشن-اکستنشن) در صفحه ساجیتال
- دور کردن-نزدیک کردن (ابداکشن-ادداکشن) در صفحه فرونتال (کرونال)
- چرخش داخلی-چرخش خارجی (اینترنال روتیشن-اکسترنال روتیشن) در صفحه عرضی (افقی)

میزان حداکثر دامنهٔ حرکتیِ طبیعی مفصل ران در جهات مختلف:
- خم شدن: ۱۳۰ درجه
- باز شدن: ۲۰–۱۵ درجه
- دور کردن: ۴۵ درجه
- نزدیک کردن: ۳۰ درجه
- چرخش به داخل: ۴۰–۳۵ درجه
- چرخش به خارج: ۴۵–۴۰ درجه